# 특수 화학 물질
특수 화학 물질(특수화학 또는 효과 화학 물질이라고도 한다.)은 다른 많은 산업 부문이 의존하는 다양한 효과를 제공하는 특정 화학 제품을 가리키는 단어이다. 

## 설명
특수 화학 물질의 범주 중에 일부는 접착제, 농약, 세척제, 색상, 화장품 첨가제, 건축 화학 물질, 탄성체, 향료, 식품첨가물, 산업 가스, 윤활유, 페인트, 중합체, 계면활성제 및 섬유보조제이다. 자동차, 항공우주 제조업체, 식품, 화장품, 농업, 제조 및 섬유와 같은 다른 산업 부문은 이러한 제품에 대한 의존도가 높은 편이다. 특수 화학 물질은 성능이나 기능에 따라 사용되는 재료이다. 결과적으로 효과 화학 물질 외에도 성능 화학 물질 또는 제형 화학 물질이라고도 한다. 이들은 고유한 분자 또는 제형으로 알려진 분자의 혼합물일 수 있다. 단일 분자 또는 분자의 배합된 혼합물 및 혼합물의 조성의 물리적 및 화학적 특성은 성능 최종 제품에 영향을 미친다. 상용 응용 분야에서 이러한 제품을 제공하는 회사는 고객을 위한 혁신적인 개별 기술 솔루션에 대한 표적 고객 서비스를 제공하는 경우가 많다. 이는 정밀화학, 범용 화학 물질, 석유화학 및 제약과 같은 화학공업의 다른 하위 부문과 비교할 때 특수 화학 생산자가 제공하는 서비스의 차별화된 구성 요소이다. 미국에서 특수 화학 제조업체는 SOCMA(Society of Chemical Manufacturers and Affiliates)의 회원이다. 영국에서 이러한 회사는 BACS(British Association for Chemical Specialties)의 회원이다. SOCMA의 발표에 따르면 특수 화학 물질은 각 화학 물질이 하나 또는 두 가지 용도만 있을 수 있는 반면 일반 화학 물질은 각 화학 물질에 대해 수십 가지 다른 용도를 가질 수 있다는 점에서 일반 화학 물질과 다르다. 범용 화학 물질이 세계 경제에서 생산량(중량 기준)의 대부분을 차지하는 반면 특수 화학 물질은 주어진 시간에 상거래의 다양성(다양한 화학 물질의 수를 가리킨다.)의 대부분을 구성한다.

## 같이 보기
- 화학 물질
- 화학